# 로센 플레브넬리에프
로센 아세노프 플레브넬리에프(불가리아어: Росен Асенов Плевнелиев, 1948년 5월 14일~)는 불가리아의 정치인으로, 2012년부터 2017년까지 불가리아의 대통령으로 재임하였다.

## 개요
고체델체프 출신으로 소피아 기술대학교를 졸업하였고, 언론인 출신인 율리야나 플레브넬리에바와 결혼하여 3명의 자녀를 두고 있다.
2011년 대통령 선거에서 이바일로 칼핀을 누르고 당선, 이듬해 정식으로 업무를 수행했다.

## 역대 선거 결과
| 선거명      | 직책명            | 대수 | 정당                             | 1차 득표율 | 1차 득표수  | 2차 득표율 | 2차 득표수  | 결과 | 당락 |
| ----------- | ----------------- | ---- | -------------------------------- | ---------- | ----------- | ---------- | ----------- | ---- | ---- |
| 2011년 선거 | 불가리아의 대통령 | 5대  | 불가리아의 유럽 발전을 위한 시민 | 40.11%     | 1,349,380표 | 52.58%     | 1,698,136표 | 1위  |      |